# Loubna Abidar
Loubna Abidar (Marrakech, 20 de septiembre de 1985) es una actriz de cine marroquí, reconocida principalmente por su papel protagónico en la película de Nabil Ayouch de 2015 Much Loved.

## Biografía
Es la mayor de tres hijos; su padre es bereber y su madre árabe. Se casó a los 17 años y se mudó a París con su marido de 61 años (un judío francés) para poder continuar sus estudios hasta los 20 años. Tuvo una hija en segundas nupcias con un brasileño.

## Carrera

### Much Lovedy controversia
Hizo su debut en el cine en la película Much Loved, que fue dirigida por Nabil Ayouch. La película fue vetada en Marruecos por una escena que incluía una felación no simulada realizada por Abidar 
 Abidar recibió amenazas y en noviembre de 2015 fue atacada violentamente en Casablanca y salió del país rumbo a Francia poco tiempo después. En enero de 2016 recibió una nominación para el Premio César en la categoría de mejor actriz por su papel en la película.

### Actualidad
Después de su aparición en Much Loved y de radicarse en Francia, Abidar integró el reparto de la película Happy End de Michael Haneke en 2017, interpretando el papel de Claire. Ese mismo año apareció en la película de Antoine Desrosières Des bails de rêve, conocida internacionalmente como Sextape. La película fue estrenada en el Festival Internacional de Cine de Cannes el 10 de mayo de 2018. Ese mismo año integró el reparto de la película dramática de Philippe Faucon Amin, exhibida en la Quincena de los Realizadores del Festival de Cine de Cannes de 2018.

## Filmografía
| Año  | Título            | Papel   |
| ---- | ----------------- | ------- |
| 2014 | Much Loved        | Noha    |
| 2017 | Happy End         |         |
| 2017 | Des bails de rêve | La mère |
| 2018 | Amin              |         |
| 2019 | Una chica fácil   | Dounia  |